# Bitwa pod Gravią
Bitwa pod Gravią – starcie zbrojne pomiędzy Grekami a turecką ekspedycją karną, do którego doszło 8 maja 1821 r. w trakcie wojny o niepodległość Grecji.

## Tło wydarzenia
Dowodzona przez Albańczyka Omera Vrioni turecka ekspedycja karna, licząca 8000 żołnierzy oraz baterie artylerii, wyruszyła z Lamii w celu pacyfikacji chrześcijan i zduszenia powstania. Zaraz za Lamią, na terenie niemal równinnym, 23 kwietnia drogę zagrodziło im około 1500 źle uzbrojonych greckich ochotników, broniących mostu prowadzącego przez rzekę Alamanę (obecnie Sperchios). Po kilkugodzinnej walce rozbito wojska Greków. Ich ranny dowódca, młody kleryk Atanasios Diakos, został pojmany. Turcy zaoferowali mu nadanie własnego stopnia oficerskiego, a gdy Diakos odrzucił ich propozycje, zabili go. Ze względu na dokonywane pacyfikacje, wyprawa wojenna dopiero 8 maja dotarła do odległego o ok. 35 km miasteczka Gravia, gdzie w pobliżu miejscowego zajazdu (chanu) powstańcy ponownie zablokowali jej drogę, co doprowadziło do rozpoczęcia bitwy.

## Bitwa
Turcy zaatakowali ze wsparciem artyleryjskim. Kryjący się za skałami i kamiennymi szałasami pasterskimi Grecy razili atakujących dopiero z niewielkiej odległości. Mimo rozkazów Omera Vrioni wojska Imperium Osmańskiego nie były w stanie wystarczająco szybko się przegrupowywać. Umożliwiło to obrońcom wycofanie się przed nadejściem tureckich posiłków. Według różnych informacji atakujący stracili 330-400 zabitych, obrońcy jedynie kilku.
Bitwa uchroniła powstanie przed stłumieniem w początkowej fazie. Androutsosowi powierzono odtąd dowodzenie powstańczymi siłami całej środkowej Grecji. Vrioni zrezygnował natomiast z samodzielnego marszu na Peloponez, walcząc z lokalnymi siłami powstańców.